# Svart trumfisk
Svart trumfisk (Pogonias cromis) är en salt- och brackvattensfisk i familjen havsgösfiskar som finns i västra Atlanten.

## Utseende
En avlång fisk, något sammantryckt från sidorna, med krökt rygg, kort nos med liten mun och 12 till 13 korta skäggtömmar under hakan. Den har endast tänder i matstrupen, som används för att krossa den ofta hårdskaliga födan. Ryggfenan är delad i två delar av en djup inskärning; den främre har 11 taggstrålar, och den bakre 19 till 23 mjukstrålar. Analfenan har 2 taggstrålar och 5 till 7 mjukstrålar, medan stjärtfenan är tvärt avhuggen eller ingröpt. Vanligtvis är fisken silverfärgad till svart, ofta med ett brunaktigt, metalliskt skimmer, men färgen kan vara mycket variabel. Fenorna är mörka till helt svarta. Yngre fiskar har vanligen 4 till 6 svarta tvärstrimmor längs sidorna. Äldre fiskar får ofta vitaktiga undersidor. Fiskar som lever i grumliga eller mörka vatten är vanligen mörkare än andra. Som mest kan arten bli 170 cm lång och väga 51,3 kg.

## Vanor
Den svarta trumfisken lever som vuxen nära sand- och dybottnar i grunda kustvatten och flodmynningar, gärna i närheten av mussel- och ostronbankar. Ynglen lever bland sjögräs i flodmynningar, för att när de blir litet äldre söka sig till mer näringsrika vatten i närheten. Ungfiskarna föredrar dybottnar utan växtlighet i inte för salta vatten, fortfarande gärna i flodmynningar. Även om äldre individer förekommer i vatten med högre salthalt, förefaller de att ogilla alltför höga koncentrationer. Arten föredrar temperaturer mellan 12 och 33 °C. Plötsliga temperaturfall under vintern leder ofta till att fiskarna vandrar till djupare vatten, men kan också orsaka massdöd.
Som många andra medlemmar av familjen kan arten ge ifrån sig ett trummande ljud med hjälp av muskler i simblåsan.
Den kan bli upp till 43 år gammal i Floridas vatten, och upp mot 58 år vid Atlantkusten.

### Föda
Larverna lever av djurplankton, ungfiskarna tar mjuka kräftdjur, ringmaskar och småfisk, medan de vuxna fiskarna tar hårdskaliga djur som krabbor, som de krossar med sina svalgtänder, räkor och småfisk.

### Fortplantning
Den svarta trumfisken blir könsmogen vid en ålder mellan 2 och 6 år, motsvarande en längd mellan 45 och 70 cm, lägre för hanen än honan. Lektiden varierar beroende på geografiskt läge; i Mexikanska golfen och kring Florida leker den från november till april, i de senare vattnen med en topp under februari till mars, medan den utanför Texas leker från februari till juli, med en topp under de två första månaderna. Själva leken kan äga rum i många olika biotoper, havsvikar, öppet hav, flodmynningar och även längre upp i floder. Hanarna ger sig till känna genom djupa, trummande läten. Honorna svarar endast de nätter som deras äggstockar är fulla med ägg. Under parningen jagar hanen honan och knuffar till henne på sidorna, varvid hon lägger ägg som hanen befruktar. De kläcks inom ett dygn.

## Utbredning
Utbredningsområdet omfattar den amerikanska östkusten från Nova Scotia i Kanada till Florida i USA, Mexikanska golfen, Antillerna (mindre vanlig) och kusterna i södra Västindien; vidare från Orinocoflodens delta i Venezuela till Argentina.

## Ekonomisk användning
Arten anses vara en mycket god matfisk, som främst är föremål för sportfiske. Endast fiskar under en längd av 50 cm används, på grund av att äldre individer ofta angrips av inälvsmaskar. Ett smärre kommersiellt fiske bedrivs även, främst kring Mexikanska golfen. Den förekommer även i allmänna akvarier.